# Grb pape Franje
Grb pape Franje bio je službeni grb Svete Stolice tijekom pontifikata pape Franje, od 18. ožujka 2013. do 21. travnja 2025. godine. Papa Franjo usvojio je u svojoj papinski grb, grb i geslo koji je koristio od njegova biskupskog posvećenja 1991. godine.

## Opis
Na grbu iznad plavoga štita se nalaze papinski simboli - mitra između ukriženog zlatnog i srebrnog ključa, koji su povezani crvenom vrpcom. Na vrhu se nalazi znak Družbe Isusove kojeg predstavlja plameno sunce na kojemu je crvenom bojom ispisan monogram IHS. Iznad slova H uzdiže se i križ, a ispod monograma se nalaze tri čavla crne boje. U donjem dijelu štita nalaze se zvijezda i cvijet narda. Zvijezda simbolizira Presvetu Djevicu, Majku Kristovu i Majku Crkve, dok cvijet narda označava svetog Josipa, zaštitnika sveopće Crkve. Geslo "miserando atque eligendo", preuzeto iz evanđelja po Mateju, upisano je u bijelu traku s crvenim rubovima, te umetnuto ispod štita.